# بيريه تاكي
بيريه تاكي (بالإنجليزية:ピエール瀧)، واسمه الحقيقي ماسانوري تاكي وهو ممثل ياباني ومغني معروف، من مواليد 8 أبريل 1967.

## أعماله

### مسلسلات
- المخرج العاري (2019)